# 奧蘭德冰原島峰
74°25′S 72°7′W / 74.417°S 72.117°W
奧蘭德冰原島峰（英語：Olander Nunatak）是南極洲的冰原島峰，位於帕爾默地，處於托爾夫森冰原島峰以東9公里和斯凱海冰原島峰西北面50公里，屬於伊冰原島峰的一部分，美國地質調查局根據測量和該國海軍的空中照片繪入地圖，現時由南極條約體系管理。